# Super Mario Party
Super Mario Party (スーパーマリオパーティ, Sūpā Mario Pāti) est un jeu vidéo de type party game édité par Nintendo et développé par Nd Cube. Il est sorti le 5 octobre 2018 sur Nintendo Switch.

## Personnages
Le jeu recense un total de vingt personnages jouables, dont quatre d'entre eux sont à débloquer : Mario, Luigi, Peach, Daisy, Wario, Waluigi, Yoshi, Harmonie, Maskass, Koopa, Bowser Jr., Boo, Frère Marto, Donkey Kong, Diddy Kong, Skelerex, Bowser, Goomba, Topi Taupe et Poum Poum. Ces trois derniers sont jouables pour la première fois dans la série.

## Système de jeu

### Modes de jeux
Il existe plusieurs modes de jeux :
- Party mode : L'action se déroule sur un plateau. Le but du jeu est de gagner le plus d'étoiles que ses adversaires. Si certains des joueurs ont le même nombre d'étoiles, le gagnant est celui qui a le plus de pièces.
- Excursion en rafting : Ce mode permet de traverser une rivière à 4 en pratiquant le rafting.
- Mode en ligne : Le mode en ligne est disponible depuis le 27 avril 2021 dans le patch 1.10. Il permet de jouer au mode Party ainsi qu'à 70 des 80 mini-jeux présents dans le jeu[2].

## Développement
Super Mario Party est annoncé dans le Nintendo Direct diffusé à l'E3 2018. 

## Accueil

### Ventes
Au 31 octobre 2018, un total de 1,5 million d’exemplaires ont été vendus. En outre, le jeu a fait augmenter la vente de Joy-Con. Au 30 juin 2019, le titre s'est vendu à 6,99 million d'unités.
Au 31 mars 2021, Super Mario Party est le 7e jeu le plus vendu sur Nintendo Switch avec un total de 14,79 millions d'exemplaires distribués à travers le monde, devenant ainsi l'épisode le plus vendu de la franchise Mario Party.